# Nazas, Gómez Palacio
Nazas är en ort i Mexiko.   Den ligger i kommunen Gómez Palacio och delstaten Durango, i den centrala delen av landet, 800 km nordväst om huvudstaden Mexico City. Nazas ligger 1 124 meter över havet och antalet invånare är 809.
Terrängen runt Nazas är mycket platt. Runt Nazas är det tätbefolkat, med 427 invånare per kvadratkilometer. Närmaste större samhälle är Gómez Palacio, 7,6 km sydväst om Nazas. Omgivningarna runt Nazas är i huvudsak ett öppet busklandskap.